# Juneyao Airlines
Juneyao Airlines (en chino simplificado, 吉祥航空; pinyin, Jíxiáng Hángkōng; literalmente, ‘Auspicious Airlines’) es una aerolínea regional con sede en el distrito de Changning, Shanghái, China. Opera servicios domésticos desde los dos aeropuertos de Shanghái (Hongqiao y Pudong). La compañía fue fundada en el año 2005 como una filial de Juneyao Group.

## Flota

### Flota Actual
En diciembre de 2023, la flota de Juneyao Airlines consta de los siguientes aviones, con una edad media de 6,8 años: